# Collinsville (Oklahoma)
Collinsville é uma cidade localizada no estado norte-americano de Oklahoma, no Condado de Rogers e Condado de Tulsa.

## Demografia
Segundo o censo norte-americano de 2000, a sua população era de 4077 habitantes.
Em 2006, foi estimada uma população de 4505, um aumento de 428 (10.5%).

## Geografia
De acordo com o United States Census Bureau tem uma área de
15,6 km², dos quais 15,4 km² cobertos por terra e 0,2 km² cobertos por água. Collinsville localiza-se a aproximadamente 186 m acima do nível do mar.

## Localidades na vizinhança
O diagrama seguinte representa as localidades num raio de 16 km ao redor de Collinsville.